# Storthyngura kussakini
Storthyngura kussakini är en kräftdjursart som beskrevs av Brandt och Malyutina 2002. Storthyngura kussakini ingår i släktet Storthyngura och familjen Munnopsidae. Inga underarter finns listade i Catalogue of Life.